# Bonangombè
Bonangombè est l'un des villages de la localité de Bimbia, dans la région du Sud-Ouest du Cameroun. Le village dépend de la commune de Limbé 3.

## Histoire
C'est à Bonangombè que Joseph Merrick s'installe en tant que premier missionnaire étranger arrivé au Cameroun.